# 門真市立浜町中央小学校
門真市立浜町中央小学校（かどましりつ はままちちゅうおうしょうがっこう）は、大阪府門真市にあった公立小学校。
少子化による児童減少のため、従来の門真市立浜町小学校と門真市立中央小学校を統合し、2007年4月に設置された。校舎敷地は旧浜町小学校のものを使用している。統合の際に校舎を改築している。

## 沿革
- 1966年4月1日 - 旧・門真市立中央小学校が、門真市中町2-5に開校（門真市立北小学校より分離）。
- 1970年4月1日 - 旧・門真市立浜町小学校が開校。中央小学校より分離。
- 2007年4月1日 - 旧浜町小学校と旧中央小学校を統合。門真市立浜町中央小学校が発足。
- 2012年3月31日 - 本校と北小学校を統合した門真市立門真みらい小学校の開校により閉校。ただし、門真みらい小学校の校舎は、本校の校舎を引き続き使用する[1]。

## 通学区域
- 門真市 中町、幸福町、大倉町、垣内町、浜町、石原町。

卒業生は門真市立第一中学校（中町、浜町を除く）、門真市立第六中学校（中町、浜町に限る）に進学していた。

## 交通
- 京阪本線 古川橋駅 北西へ約800m。